# Корела (Фиренца)
Корела је насеље у Италији у округу Фиренца, региону Тоскана.
Према процени из 2011. у насељу је живело 10 становника. Насеље се налази на надморској висини од 423 м.